# Bluewater Stadium
El Bluewater Stadium, también conocido como Park Island, es un estadio de fútbol localizado en la ciudad de Napier, en Nueva Zelanda. Fue inaugurado en 1985, tiene capacidad para 4000 espectadores y es el lugar donde ejercen la localía el Hawke's Bay United, participante de la ASB Premiership; y el Napier City Rovers, que juega en la Central Premier League.